# Севанькаев, Владимир Андреевич
Владимир Андреевич Севанькаев (19 июля 1935, Осинники, Западно-Сибирский край, РСФСР, СССР — 2 мая 2004, Жуковский, Московская область, Российская Федерация) — советский и российский лётчик-испытатель, капитан авиации, Герой Российской Федерации (1993).

## Биография
Родился 19 июля 1935 года в городе Осинники (ныне в — Кемеровской области). Окончил местную среднюю школу и Кемеровский аэроклуб (1953). С октября 1953 года на военной службе, в 1955 году окончил 24-ю военную авиационную школу первоначального обучения лётчиков в Павлодаре, на следующий год — Кировабадское военное авиационное училище лётчиков в Орске, где преподавал с 1956 по 1960 год, лётчик-инструктор. С 1960 по 1965 год на той же должности в Оренбургском высшем военном авиационном училище лётчиков. Одновременно учился заочно и в 1965 году окончил это училище. В 1965 году вышел в отставку в звании капитана.
В 1967 году окончил школу лётчиков-испытателей. С ноября 1967 по 1996 год — лётчик-испытатель ОКБ А. Н. Туполева. 15 апреля 1988 году провёл лётные испытания Ту-155 — первого отечественного самолёта на криогенном топливе. Участник испытаний Ту-22М, Ту-104, Ту-124, Ту-128, Ту-134, Ту-142, Ту-144, Ту-154 и их модификаций. За два года (1989, 1990) установил 14 мировых авиационных рекордов высоты и грузоподъёмности на самолёте Ту-155 (3 из них — в качестве второго пилота).
Жил в городе Жуковский Московской области. Умер 2 мая 2004 года. Похоронен на Быковском кладбище города Жуковский.

## Награды
- Герой Российской Федерации (7 сентября 1993 года, медаль № 28)[3]
- орден Трудового Красного Знамени (1977)
- Заслуженный лётчик-испытатель СССР (1982)
- медали

## Интересные факты

Могила Севанькаева на Быковском кладбище Жуковского.

- В 1989—1990 годах Севанькаев установил 14 мировых авиационных рекордов высоты и грузоподъёмности (из них 3 — в качестве второго пилота) на самолёте Ту-155.